# فرناندو كيولار أفالوس
فرناندو كيولار أفالوس (بالإسبانية: Fernando Cuéllar Ávalos)‏ هو لاعب كرة قدم ومدرب كرة قدم بيروفي في مركز الدفاع، ولد في 27 أغسطس 1945 في موكيغوا في بيرو، وتوفي في 5 نوفمبر 2008 في ليما في بيرو. شارك مع منتخب بيرو لكرة القدم. أما مع النوادي، فقد لعب مع نادي يونيفرسيتاريو.

## وصلات خارجية
- فرناندو كيولار أفالوس على موقع قاعدة بيانات كرة القدم.إي يو (الإنجليزية)
- فرناندو كيولار أفالوس على موقع ناشيونال فوتبول تيمز (الإنجليزية)